# Дом Ландау
Дом Ландау или Дом Йорданов (пол. Dom Landauów,  Kamienica Jordanów) — архитектурный памятник, который находится в краковском историческом районе Казимеж на пересечении улиц Шерокая, 2 и Мёдовой, 41. Здание внесено в реестр охраняемых памятников Малопольского воеводства.
В позднем средневековье на этом месте стояли два отдельных дома. В 1890—1892 годах эти дома были соединены собственником Л. Ландау в единое здание в стиле неоклассицизма по проекту архитектора Максимилиана Нича. Строительные работы проводились по проекту еврейского архитектора Бениамина Торбе. При перестройке была снесена задняя часть домов при сохранении внутренней планировки. В 1932 году был изменён фасад здания.
20 сентября 1947 года здание было внесено в реестр охраняемых памятников Малопольского воеводства (№ А-286). Наименование «Дом Ландау» используется в «Encyklopedia Krakowa». В реестре охраняемых памятников Малопольского воеводства он упоминается как «Дом Йорданов».
До настоящее времени во внутреннем дворике сохранились оригинальные деревянные веранды XIX века.
В конце 80-х годов в здании был ресторан «Myśliwska». В настоящее время в здании располагается клуб «Kuźnica» и еврейский книжный магазин «Jarden».